# Luis Alberto Flores (Fußballspieler)
Luis Alberto Flores Anaya (* 22. Mai 1970 in Guadalajara, Jalisco) ist ein ehemaliger mexikanischer Fußballspieler auf der Position eines Stürmers und späterer Fußballtrainer.

## Laufbahn
Flores spielte in den frühen 1990er Jahren bei seinem Heimatverein Club Leones Negros de la Universidad de Guadalajara, mit dem er in der Saison 1990/91 den mexikanischen Pokalwettbewerb gewann. In der zweiten Hälfte der 1990er Jahre stand er beim damals noch in der Hauptstadt beheimateten CF Atlante unter Vertrag.
Als verantwortlicher Cheftrainer war Flores bei den in der viertklassigen Tercera División spielenden Vereinen Cocula Santa Rosalia (2008/09), Atotonilco FC (2009/10) und Tlajomulco FC (2013/14) sowie bei der U-17-Nachwuchsmannschaft der Leones Negros (2014/15) im Einsatz.

## Erfolge
- Mexikanischer Pokalsieger: 1990/91